# So This Is Love? (Van Halen)
So This Is Love? è una canzone del gruppo musicale statunitense Van Halen, estratta come singolo dal loro quarto album in studio Fair Warning nel 1981.

## Tracce
1. So This Is Love? – 3:05
2. Hear About It Later – 4:32

## Formazione
- David Lee Roth – voce
- Eddie van Halen – chitarra, cori
- Michael Anthony – basso, cori
- Alex van Halen – batteria